# Cotesia sorghiellae
Cotesia sorghiellae är en stekelart som först beskrevs av Muesebeck 1933.  Cotesia sorghiellae ingår i släktet Cotesia och familjen bracksteklar. Inga underarter finns listade i Catalogue of Life.